# Källsjö distrikt
Källsjö distrikt är ett distrikt i Falkenbergs kommun och Hallands län. 
Distriktet ligger nordost om Falkenberg. 

## Tidigare administrativ tillhörighet
Distriktet inrättades 2016 och utgörs av socknen Källsjö i Falkenbergs kommun.
Området motsvarar den omfattning Källsjö församling hade vid årsskiftet 1999/2000.